# Neopets
Neopets est un site internet d'élevage virtuel.

## Histoire de la franchise
Neopets a été pensé par Adam Powell en 1997, celui-ci partagea cette idée avec Donna Wiliams, avec qui il débuta la création du site en septembre 1999. Il fut mis en ligne le 15 novembre de la même année. Powell s'occupait alors de la programmation et des bases de données, tandis que Williams, du design et des illustrations.
Neopets est cédé majoritairement à un consortium d'investisseurs mené par Doug Dohring. Le 20 juin 2005, Viacom rachète Neopets pour 160 millions de dollars, puis le revend le 17 mars 2014 à Knowledge Adventure pour un montant inconnu.
L'entreprise entretient des liens avec la scientologie. Doug Dohring, PDG de la société Neopets au début des années 2000, fait partie de la secte. Il applique à l'entreprise Neopets le modèle Org Board, un modèle de business créé et commercialisé par L. Ron Hubbard (le gourou de la scientologie). Ce modèle est critiqué pour ses atteintes à la vie privée des employés. L'Org Board prévoit un département de l'entreprise chargé en substance d'espionner les employés pour rapporter toute "information pertinente" à la direction. Tout individu qui manifeste des idées divergeant de la ligne de l'organisation est sanctionné. Ce principe se rapproche du mode de fonctionnement de la secte elle-même. Lors d'une discussion sur Reddit en 2014, Donna Williams, la co-créatrice de Neopets, explique qu'elle ignorait que Doug Dohring faisait partie de la secte au moment où la vente de Neopets à Dohring a été conclue. Donna Williams et Adam Powell disent s'être battus pour empêcher toute immixtion de discours touchant à la religion et à la politique sur le site de Neopets et y être parvenus au prix d'échanges peu agréables. Adam Powell explique que les tests fournis aux employés pendant les entretiens d'embauche arboraient le logo de Ron Hubbard et que de nombreux employés n'étaient pas à l'aise avec les liens de l'entreprise avec la scientologie. En 2005, peu après le rachat de l'entreprise par Viacom, Adam Powell quitte l'entreprise en raison de "divergences créatives".

## Fonctionnement du jeu
Neopets est un site d'élevage virtuel de créatures appelées Neopets et Petpets, habitants un univers virtuel appelé Neopia. Les internautes peuvent créer un compte et adopter des animaux de compagnie virtuels. Ils doivent ensuite gérer l'achat de nourriture, de jouets, de vêtements et autres accessoires en utilisant la monnaie virtuelle appelée Neopoints et Neocrédits. Les Neopoints peuvent être gagnés en jouant à des jeux disponibles sur le site, en ouvrant une boutique pour revendre des objets ou en gagnant des concours ou en faisant des échanges entre joueurs. Les Neocrédits doivent être achetés avec de l'argent réel, bien que certains événements peuvent permettre aux utilisateurs de gagner des Neocrédits gratuitement. Les utilisateurs peuvent explorer le monde de Neopia avec leurs Neopets et interagissent les uns avec les autres par l'intermédiaire des Neoforums, des Neomails, des guildes, et de la Quête des Clés. Les utilisateurs peuvent aussi gérer leur page d'utilisateur, la page de leurs créatures, la page de leur boutique en modifiant le code HTML de la page elle-même. Cela permet d'apprendre à coder avec HTML, tout en personnalisant son propre compte.
Depuis 2004, le site est traduit en plusieurs langues dont le français, le chinois, l'allemand, l'espagnol, le néerlandais...

## Univers
L'univers virtuel de Neopia se présente sous la forme d'une planète qui contient dix-neuf régions, ou mondes. Neopia est accessible à partir du sous-menu « Explorer » dans l'interface de l'utilisateur.

## Collections
Les joueurs peuvent collectionner des avatars, des barres de thèmes, des timbres, des statuettes de la Quête des clés, mais aussi diverses cartes du Neojeu et accumuler les victoires dans le Battledome (exprimées en % : par exemple, un joueur ayant gagné 900 batailles sur 1440 fait 60 % de victoires). Pour presque chaque jeu dans Neopets, il existe trois sortes de trophées : or (du 1er au 3e), argent (du 4e au 8e) et bronze (du 9e au 17e). Les trophées gagnés par les joueurs sont exposés sur leur fiche utilisateur. Les collections bien remplies peuvent faire des objectifs très fréquemment fixés par les joueurs. Un compte reconnu possède très généralement de bonnes collections.